# Llimonada
|  | Per a altres significats, vegeu «gasosa». |

La llimonada és una beguda amb un alt contingut en llimones i altres cítrics (principalment llimes), amb sucre afegit. Usualment és d'elaboració casolana.
Com que és una beguda molt refrescant es consumeix especialment durant els dies calorosos d'estiu, però també es pot consumir calenta com a remei contra els refredats.
Sembla que l'origen de la llimona se situa al nord-est de l'Índia, i el de la llimonada tal com la coneixem avui seria a la França del segle xvi.

## Història
Una beguda feta amb llimones, dàtils i mel es va consumir als segles xiii i xiv a Egipte, inclosa una beguda de suc de llimona amb sucre, coneguda com a qatarmizat. L'any 1676, una empresa coneguda com a Compagnie de Limonadiers va vendre llimonada a París. Els venedors portaven dipòsits de llimonada a l'esquena de les seves tasses del refresc als parisencs.
El 1654 François Pierre de La Varenne va escriure'n aquesta recepta a Le Cuisinier françois:
| « | Es fa de manera diferent segons la diversitat dels ingredients. Per fer-lo amb gessamí, cal agafar-ne amb les dues mans, posar-lo en dos o tres litres d'aigua i deixar-lo reposar vuit o deu hores, després de les quals en una pinta d'aigua hi poses sis unces de sucre. Els de flors de taronja, roses de nou moscada i clavells es fan de la mateixa manera. Per fer el de llimona, cal agafar llimones, tallar-les i treure'n el suc, posar-ho dins l'aigua; pelar una altra llimona, tallar-la a rodanxes, i posar-la al suc amb sucre en proporció. | » |

Al segle xviii s'utilitzava la llimonada per les seves qualitats mèdiques i farmacèutiques. Jean-Baptiste Faciot va desenvolupar una pols que es podia barrejar amb aigua a raó d'una cullerada per a un got gros d'aigua, i que estava compost de sucre, sal i una mica de ratlladura de llimona. Aquesta barreja va ser especialment útil en vaixells, després que James Lind destaqués els beneficis que tenia en el tractament de l'escorbut, i el seu ús es va generalitzar per ordre del duc de Choiseul. Antoine Parmentier, en una guia per a hospitals militars de la República Francesa publicada l'any 1793, oferia diferents fórmules de llimonades farmacèutiques a base d'àcid o de crema de tàrtar, aromatitzada amb oli essencial de llimona. A les illes del Carib, al segle xviii, es va preparar una variant de llimonada, que a França s'anomenava «llimonada anglesa», amb vi, sucre, suc de llimona, canyella, nou moscada, clau d'olor i una mica d'essència d'ambre.
Si bé l'aigua carbonatada va ser inventada per Joseph Priestley el 1767, la primera referència que es va trobar a la llimonada carbonatada va ser l'any 1833 quan la beguda es va vendre a les parades de refresc britàniques. R. White's Lemonade ven al Regne Unit des de 1845.

## Salut
L'alta concentració d'àcid cítric al suc de llimona és la base de les recomanacions de la cultura popular sobre el consum de llimonada per prevenir els càlculs renals de calci. Els estudis no han demostrat que la llimonada provoqui una millora sostinguda del pH de l'orina, l'augment de la concentració d'àcid cítric a l'orina, la reducció de la sobresaturació per sals formadores de càlculs o la prevenció de càlculs recurrents.
L'epidemiòleg de l'Escola de Salut Pública de la Universitat de Minnesota Mark Pereira, va suggerir l'any 2010 que el consum excessiu de refrescs ensucrats podrien ser responsables d'un augment del risc de desenvolupar càncer de pàncrees. El motiu esgrimit és que hi ha un risc un 87% més gran de càncer en les persones que beuen dos més de dos refrescos a la setmana. Segons Pereira n'és responsable l'alt contingut en sucre. Segons l'Associació Americana del Corel consum excessiu de begudes ensucrades, com ara llimonades o begudes de suc de fruites, fins i tot es pot relacionar amb unes 180.000 morts a tot el món cada any. El consum excessiu de begudes ensucrades condueix a l'obesitat, que al seu torn augmenta el risc de desenvolupar una sèrie de malalties greus. A partir de les dades recollides com a part del Global Burden of Diseases Study 2010, els investigadors van poder demostrar que el consum intensiu de begudes ensucrades està relacionat de manera causal amb unes 133.000 morts anuals relacionades amb la diabetis mellitus, 44.000 morts a conseqüència de malalties cardiovasculars i 6.000 morts a causa de malalties del càncer.